# عبيد الله بن عمرو
أبو وهب عبيد الله بن عمرو ابن أبي الوليد الأسدي مولاهم الرقي (104 هـ - 180 هـ)، فقيه ومحدث من تابعي التابعين، كان ثقة حجة، صاحب حديث. ولم يكن أحد ينازعه في الفتوى في دهره.

## روايته للحديث النبوي
- حدث عن: عبد الملك بن عمير، وزيد بن أبي أنيسة، وعبد الكريم بن مالك، وعبد الله بن محمد بن عقيل، وأيوب السختياني، وليث بن أبي سليم، وإسحاق بن عبد الله بن أبي فروة، وإسماعيل بن أبي خالد، والأعمش، ويحيى بن سعيد الأنصاري، ويونس بن عبيد، وينزل إلى معمر، والثوري.

- حدث عنه: بقية بن الوليد، والهيثم بن جميل، وزكريا بن عدي، وأخوه يوسف بن عدي، وجندل بن واثق، وأحمد بن عبد الملك الحراني، وعبد الله بن جعفر، والعلاء بن هلال، وعمرو بن قسيط، وعلي بن معبد بن شداد، وحكيم بن سيف، وعلي بن الزعزاع، وعبد الله بن سليم، وإسماعيل بن عبد الله، الرقيون. وأبو توبة الربيع بن نافع، وعبيد بن هشام، وعبد الرحمن بن عبيد الله ابن أخي الإمام، الحلبيون. وعلي بن حجر، ومحمد بن سليمان لوين، وعبد الجبار بن عاصم، وعمرو بن عثمان الكلابي، وعيسى بن سالم الشاشي، والوليد بن صالح النحاس، ويحيى بن يوسف الزمي، وخلق كثير.

## الجرح والتعديل
- قال أبو بكر البيهقي: ثقة.
- وقال أبو حاتم الرازي: صالح الحديث، ثقة صدوق، لا أعرف له حديثًا منكرًا.
- وقال أبو حفص عمر بن شاهين: ثقة.
- وقال أحمد بن شعيب النسائي: ثقة.
- وقال أحمد بن صالح الجيلي: ثقة.
- وقال محمد بن سعد البغدادي كاتب الواقدي: ثقة صدوق ربما وهم، ومرة: كان ثقة كثير الحديث، وربما أخطأ، وكان أحفظ من روى عن عبد الكريم الجزري.
- وقال ابن حجر العسقلاني: ثقة فقيه ربما وهم.
- وقال مصنفوا تحرير تقريب التهذيب: ثقة، وقوله ربما وهم، اقتبسها من ابن سعد، وقد انفرد بها، فلا يعتد لها.
- وقال محمد بن عبد الله بن نمير: ثقة.
- وقال يحيى بن معين: ثقة.